# TTS Trenčín
Il TTS Trenčín (fino al 1983 Jednota Trenčín) è stata una società calcistica slovacca, fondata nel 1939 a Trenčín.
Giocò nella massima serie calcistica della Slovacchia durante la seconda guerra mondiale, quando le competizioni slovacche e ceche erano separate. Negli anni sessanta la squadra nella prima categoria, sotto il nuovo nome di Jednota Trenčín; nel 1963 ottenne un secondo posto nel campionato, dietro Dukla Praga. Nel 1966 e nel 1968 la squadra partecipò alla Coppa Mitropa; la prima di queste due partecipazioni vide la squadra arrivare in finale, sconfitta solo dalla Fiorentina. Nel 1972 il club retrocesse in seconda divisione.
Dopo tre stagioni lo Jednota tornò nella massima serie, dove giocò fino al 1980. Dopo la squadra non riuscì più a tornare ad alti livelli, retrocedendo ulteriormente in terza divisione nel 1981. Tuttavia lo Jednota riuscì a risalire subito, cambiando il nome in TTS. Nel 1985 TTS retrocedette di nuovo in terza serie, senza più riuscire a tornare in seconda. Durante l'ultima stagione cecoslovacca nel 1992/93 la squadra finì davanti alla Futbalový Klub AS Trenčín. Successivamente le due squadre si fusero.
Vinse una Coppa di Slovacchia nel 1977-78, battendo in finale lo Slovan Bratislava.

## Palmarès

### Competizioni nazionali
- Coppa di Slovacchia: 1

1977-1978

### Competizioni internazionali
- Coppa Intertoto: 2

1969, 1977

### Altri piazzamenti
- Campionato cecoslovacco:

Secondo posto: 1962-1963
Terzo posto: 1967-1968
- Coppa di Cecoslovacchia:

Finalista: 1977-1978
- Coppa Mitropa:

Finalista: 1966